# سوكيهيرو توميتا
سوكيهيرو توميتا كاتب سيناريو ياباني (ولد يوم 14 أبريل من العام 1948) من أشهر أعماله مسلسل الرسوم المتحركة اسطورة زورو كما شارك بكتابة سيناريو قصة المانغا سيلور مون .

## روابط خارجية
- سوكيهيرو توميتا على موقع IMDb (الإنجليزية)
- سوكيهيرو توميتا على موقع ميوزك برينز (الإنجليزية)
- سوكيهيرو توميتا على موقع قاعدة بيانات الفيلم (الإنجليزية)
- سوكيهيرو توميتا على موقع كينوبويسك (الروسية)
- سوكيهيرو توميتا على موقع ANN person (الإنجليزية)